# Боснийский стиль в архитектуре

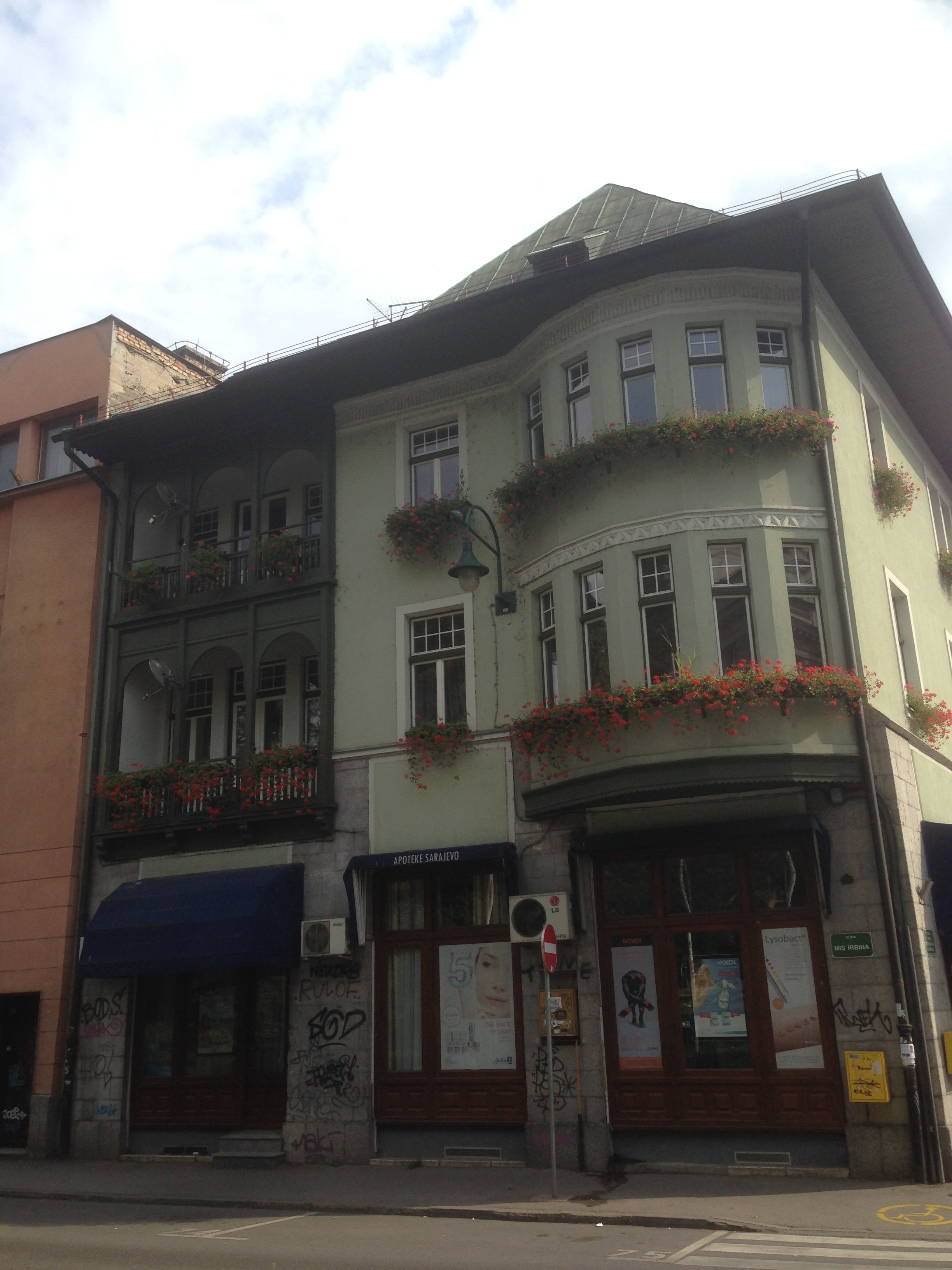
Здание Земельного вакуфа — образец боснийского стиля в архитектуре.

Боснийский стиль в архитектуре развился в начале XX века на основе традиционной архитектуры венского сецессиона в сочетании с местными боснийскими традициями.
Он во многом схож со скандинавским национальным романтизмом. Боснийский стиль развивали представители молодого поколения архитекторов, такие как чех Йосип Поспишил, словенец Рудольф Тённис и австриец Эрнст Лихтблау, которые обучались искусству в Академии художеств в Вене у Карла фон Хазенауэра и Отто Вагнера. Однако этот стиль был определён главным архитектором Сараево Йосипом Ванцашем, под началом которого и работали многие из этих молодых архитекторов.
Хотя боснийский стиль и хвалили за его чувствительность к местным традициям и духу, исследователи Гунцбергер-Макас и Дамлянович-Конли утверждали, что он основывался на исламском компоненте боснийской народной архитектуры, зачастую черпая вдохновение в истории, а не в современности. Таким образом, по их мнению, переход от неомавританского к боснийскому стилю был «заменой одного историцистского коллажа другим», когда панисламские мотивы замещались общенародными, двусмысленно связывая османскую архитектуру с современной и ошибочно выдавая эти мотивы за исключительно боснийские, в то время как они встречались на всех османских территориях на Балканах. Поэтому боснийский стиль, по словам авторов, «лучше всего воспринимать как часть национального романтизма», хотя архитекторы, работавшие в этом стиле, не были выходцами из нации, которую они стремились представлять. Поскольку он по-прежнему концентрировался на своих отличиях от Западной и Центральной Европы боснийский стиль был не менее ориенталистским, чем неомавританский.

## Развитие боснийского стиля
Во время своего правления в Боснии австро-венгерские власти стремились навязать и воспроизвести европейские стили в архитектуре этой страны, тем самым обозначив смысл своей миссии там. Первоначально предпринимались попытки внедрить исторические стили, свойственные самым представительным зданиям второй половины XIX века в Вене. В Боснии было построено слишком много зданий в иноземных стилях, в первую очередь в стиле историзма, при этом народные боснийские методы строительства зданий игнорировались или использовались крайне мало.
Столкнувшись с многонациональной структурой населения Боснии и Герцеговины, австрийские власти осознали необходимость учитывать политическую составляющую при выборе одного из исторических стилей. Для строительства в районах, где преимущественно проживали босняки, архитекторы придерживались неомавританского стиля. Со временем оказалось, что этот стиль не подходит, как и другие, потому что он появился не в результате развития архитектурной мысли и практики на основе местного архитектурного наследия.
На рубеже XIX—XX веков среди архитекторов и инженеров возникло желание создать истинно боснийский стиль.